# Парламентарни избори у Србији 1877.
Кнежевина Србија током 1876. ушла је y први турски рат. У војним операцијама, током првог рата, Србија није имала успеха; морало се помишљати на примирје, па и на мир, јер је исцрпеност била велика. Акционо министарство Стевана-Стевче Михајловића које је образовано после пада прелазне владе Љубомира Каљевића било је мишљења да би требало сазвати редовну зашнодавну Народну скупштину, изабрану у августу 1875. године, ради консултовања о рату и миру. Кнез Милан није био тога мишљења: он је желео да се по томе питању консултује Велика народна скупштина, чије се сазивање могло предузети на основу Устава из 1869. Ради тога су, указом од 1. фебруара 1877, одређени избори за Велику народну скупштину. Требало је да избори буду извршени 8. фебруара, a 14. фебруара требало је да се састане новоизабрааа Велика народна скупштина у Београду.
Бирано је 420 народних посланика, a сам резултат избора није био толико карактеристичан за међустраначке односе и унутрашњу политику, колико је израз расположења после једног рђаво свршеног рата: народни посланици који су били изабрани, y претежнијој већини, изражавали су се отворено против рата. 14. фебруара одржан је у сали Народног позоришта први претходни састанак, ради прегледа пуномоћстава.